# Середній (півострів)
Середній піво́стрів (рос. Сре́дний полуо́стров) — півострів в Росії, що з'єднає півострів Рибальський з материковою частиною Росії. Адміністративно входить до Печензького райоу Мурманської області. Зі заходу омивається водами Баренцового моря та сходу Мотовською затокою.

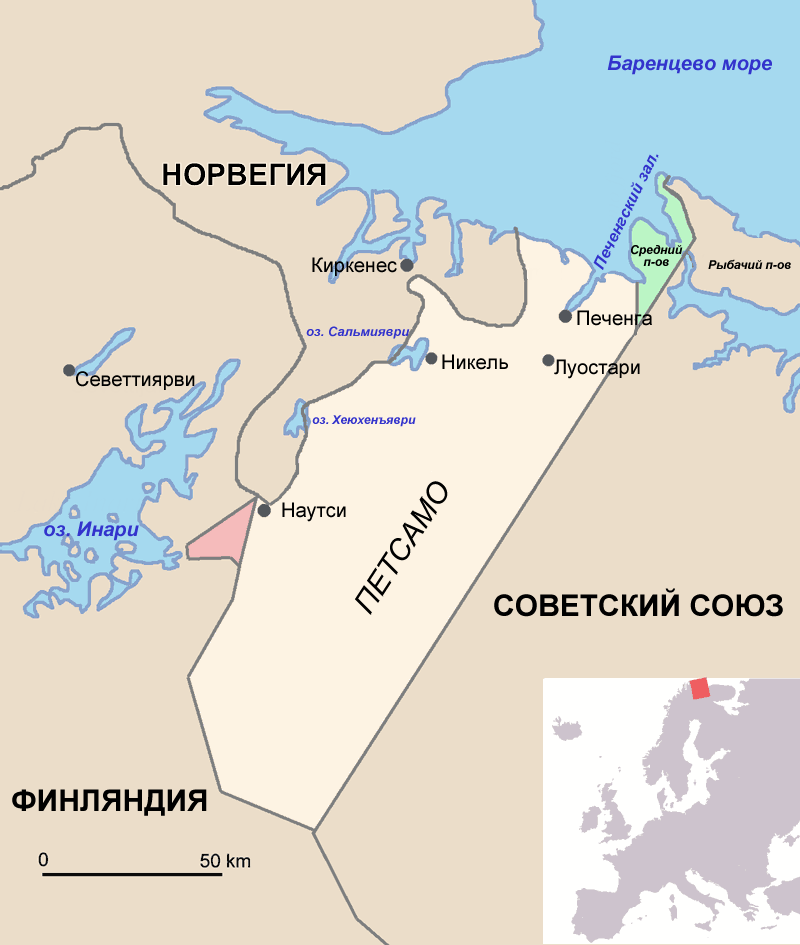
Регіон Петсамо
Відторгнута у Фінляндії за Московським мирним договором 1940 року частина півостровів Середній та Рибальський.
Регіон Петсамо, в якому мались радянські нікелеві шахти. У 1944 році перейшов до СРСР.
Регіон Яніскоскі-Ніскакоскі придбаний СРСР у 1947.

Рельєф півострова являє собою плато, що круто обривається до моря. Плато складено глинистими сланцями, пісковиками і вапняками. Висота до 334 м. Тундрова рослинність. Біля узбережжя півострова море завдяки теплій Нордкапській течії цілий рік не замерзає. Прибережні води багаті рибою (оселедцем, тріскою, мойва тощо). Поруч з півостровом знаходяться Айновські острови, частина Кандалакського заповідника.
Після розпаду Російської імперії, завершення Громадянської війни на півночі Росії, більша частина півостровів Середній та Рибальський увійшли до складу Фінляндії, де перебували у 1920—1939 роках. Після радянсько-фінської війни згідно з Московським договором відійшла до СРСР.
У червні-липні 1941 року на півострові відбувалися бої між німецько-фінськими та радянськими військами. У жовтні 1944 року війська 14-ї армії і Північного флоту розбили 20-ту гірську армію німців.